# Bierfejohka
De Bierfejohka is een beek in het noorden van Finland, die door de gemeente Enontekiö stroomt. De Bierfejohka ligt in het verlengde van de Goddejohka, die op een plaats dichter dan drie kilometer van de grens met Noorwegen begint. Het water van deze twee komt onder andere uit de meren Goddejávri en Bierfejávri. De Bierfejohka stroomt naar het oosten, komt door het meer Meekonjärvi, meteen daarna het Porojärvi en hoort tot het stroomgebied van de Torne.
Afwatering: Goddejohka → Bierfejohka → meer Porojärvi → Poroeno → Lätäseno → Könkämä → Muonio →  Torne → Botnische Golf